# Alessandro Juliani
Alessandro Juliani (Vancouver, Columbia Británica, 6 de julio de 1975) es un actor y cantante canadiense conocido por interpretar al Tte. Felix Gaeta en Battlestar Galactica y Emil Hamilton en Smallville. 

## Biografía

### Vida personal e inicios
Nació el 6 de julio de 1975 en Vancouver, Columbia Británica y es hijo de los actores John Juliani y Donna Wong-Juliani. Tras estudiar en la facultad de música en la Universidad McGill de Montreal, obtuvo el diploma de músico por su voz de barítono. Al acabar sus estudios, empezó a cantar en los coros de las iglesias de la ciudad.

### Carrera
Sus primeros trabajos como actor fueron de doblaje en varias series animadas como Captain Nintendo, Ranma ½ y X-Men Evolution entre otras. En cuanto a trabajos en imagen real, ha tenido dos apariciones secundarias en la cuarta temporada de Stargate SG-1 y también ha sido el encargado de doblar a L de Death Note, tanto en el anime como en la versión en imagen real. Otro papel fue el de Druida en Dark Angel.
Aparte de su actuación en televisión y en el cine, Juliani ha actuado en varios escenarios de Vancouver donde fue nominado en varias ocasiones y ganó un Jessie Award como miembro de la compañía Bard on the Beach y Vancouver Opera. También hizo presencia en el Festival de Aldeburgh en Inglaterra y en el Orlando Shakespeare Festival.
Sin embargo, sus papeles más conocidos fueron el del Tte. Felix Gaeta en la serie de 2003 Battlestar Galactica dirigido por Michael Rymer y producido por Ronald D. Moore y basada en la serie de 1978.
Tras dejar la serie, obtuvo un pequeño papel en la película de 2009 Watchmen como técnico de la base militar Rockefeller y de 2009 a 2011 fue un actor regular en la serie Smallville. También interpretó a Sinclair en la serie de televisión The 100. Uno de sus últimos papeles es el de Doctor Cerberus en la adaptación televisiva de los Comics de Sabrina, Chilling Adventures of Sabrina